# 滝澤夏央
滝澤 夏央（たきざわ なつお、2003年8月13日 - ）は、新潟県上越市出身のプロ野球選手（内野手）。右投左打。埼玉西武ライオンズ所属。

## 経歴

### プロ入り前
6歳の時に地域の幼年野球三郷タイフーンで軟式野球を始め、上越市立城西中学校では軟式野球部で内野手と投手を務めたほか、新潟県KWBクラブ選抜に選ばれた。
進学した関根学園高等学校では1年春に背番号4、1年夏には背番号6をつけ二塁手のレギュラーとなり、2年秋には県大会3位、北信越大会ベスト4入りを果たした。秋季北信越大会では準決勝で敦賀気比高等学校と対戦。1点リードの8回からマウンドに立ったが、9回二死一・二塁から同点打を許し、延長10回にエラーが絡んで逆転負けを喫した。3年春の県大会では、準決勝の新潟明訓高等学校戦で3打数3安打3得点、1盗塁を記録し決勝進出に貢献。決勝では新潟産業大学附属高等学校に敗れたが、その試合でも初回に右前安打で出塁した。以降は腰痛で戦列から離れ、夏の県大会直前までの練習試合にもその姿はなかったが、全国高等学校野球選手権新潟大会準々決勝の日本文理高等学校戦でいきなりマウンドに立って実戦復帰。しかし、延長10回に3点を失ってチームは敗れ、甲子園出場は叶わなかった。その後、9月1日にプロ志望届を提出した。
2021年10月11日に行われたドラフト会議で埼玉西武ライオンズから育成2位指名を受け、11月12日に支度金350万円、年俸280万円で入団に合意した（金額は推定）。背番号は126。担当スカウトは鈴木敬洋。

### 西武時代
2022年は、イースタン・リーグで23試合に出場し、打率.234、チームトップの5盗塁を記録し、課題となっていた源田壮亮不在時のバックアップ要員として5月13日に支配下登録された。背番号は62。支配下登録後、そのまま一軍に昇格し、同日の東北楽天ゴールデンイーグルス戦（ベルーナドーム）で「2番・遊撃手」としてプロ初先発出場。第3打席にセカンドへの内野安打でプロ初安打を記録すると、外崎修汰の適時打で同点のホームを踏み、プロ初得点も記録した。育成ドラフトで入団した高卒新人選手が一軍に出場するのは2019年の山下航汰以来、史上2人目で、デビュー戦で安打を放つのは史上初。さらに、翌14日の同カードでは2点を追う7回裏二死一・三塁で、安樂智大から同点となる適時三塁打を放ち、プロ初打点を記録した。一軍デビューから2日連続でヒーローインタビューを受けた。5月22日の北海道日本ハムファイターズ戦（札幌ドーム）では初めて猛打賞を記録した。西武の高卒新人の1試合3安打は1999年の赤田将吾以来23年ぶりである。5月24日の中日ドラゴンズ戦（バンテリンドーム ナゴヤ）では史上3人目となる高卒新人のセ・パ交流戦初出場初打席初安打を記録した。源田の復帰後は先発出場の機会がなくなりつつも一軍に帯同し、源田が新型コロナウイルス陽性判定を受けて特例2022で抹消された7月13日には代わって滝澤が先発出場した。しかし、7月14日の検査で自身も陽性が判明し、7月15日に登録を抹消された。療養に努めたのち、8月5日の新潟アルビレックスBCとの練習試合で実戦に復帰した。8月23日の千葉ロッテマリーンズ二軍戦で、二軍での初本塁打を記録した。8月30日に一軍昇格。
2023年は、4月8日に一軍登録され、守備から途中出場した4月15日の日本ハム戦（エスコンフィールドHOKKAIDO）では、9回に玉井大翔からプロ初本塁打を記録した。主に内野のバックアップとしての役割を担っていたが、6月4日に出場選手登録を抹消された。一軍では16試合の出場に留まったが、二軍では82試合に出場し打率.230、1本塁打、11盗塁という成績を残した。
2024年、7月20日開催のフレッシュオールスターゲームに選出されたが、7月18日にチーム事情を理由に出場を辞退した。この年は前年を大きく上回る68試合に出場するも、攻撃面では打率.186、4打点、3盗塁という成績にとどまった。

## 選手としての特徴・人物
身長164cmと、2025年現在のNPB現役選手の中では最も身長が低いが、50メートル5秒8の俊足が武器。また、肩も強くスピードを生かした守備やバッティングが持ち味。
目標とする選手は、源田壮亮。

## 詳細情報

### 年度別打撃成績
| 年 度     | 球 団     | 試 合 | 打 席 | 打 数 | 得 点 | 安 打 | 二 塁 打 | 三 塁 打 | 本 塁 打 | 塁 打 | 打 点 | 盗 塁 | 盗 塁 死 | 犠 打 | 犠 飛 | 四 球 | 敬 遠 | 死 球 | 三 振 | 併 殺 打 | 打 率 | 出 塁 率 | 長 打 率 | O P S |
| --------- | --------- | ----- | ----- | ----- | ----- | ----- | -------- | -------- | -------- | ----- | ----- | ----- | -------- | ----- | ----- | ----- | ----- | ----- | ----- | -------- | ----- | -------- | -------- | ----- |
| 2022      | 西武      | 48    | 91    | 85    | 13    | 19    | 2        | 1        | 0        | 23    | 4     | 1     | 1        | 2     | 0     | 4     | 0     | 0     | 21    | 2        | .224  | .258     | .271     | .529  |
| 2023      | 西武      | 16    | 17    | 16    | 4     | 3     | 0        | 0        | 1        | 6     | 1     | 0     | 0        | 1     | 0     | 0     | 0     | 0     | 4     | 0        | .188  | .188     | .375     | .563  |
| 2024      | 西武      | 68    | 137   | 118   | 15    | 22    | 1        | 2        | 0        | 27    | 4     | 3     | 1        | 10    | 0     | 8     | 0     | 1     | 30    | 0        | .186  | .244     | .229     | .473  |
| 通算：3年 | 通算：3年 | 132   | 245   | 219   | 32    | 44    | 3        | 3        | 1        | 56    | 9     | 4     | 2        | 13    | 0     | 12    | 0     | 1     | 55    | 2        | .201  | .246     | .256     | .501  |

- 2024年度シーズン終了時

### 年度別守備成績
| 年 度 | 球 団 | 二塁  | 二塁  | 二塁  | 二塁  | 二塁  | 二塁     | 三塁  | 三塁  | 三塁  | 三塁  | 三塁  | 三塁     | 遊撃  | 遊撃  | 遊撃  | 遊撃  | 遊撃  | 遊撃     |
| 年 度 | 球 団 | 試 合 | 刺 殺 | 補 殺 | 失 策 | 併 殺 | 守 備 率 | 試 合 | 刺 殺 | 補 殺 | 失 策 | 併 殺 | 守 備 率 | 試 合 | 刺 殺 | 補 殺 | 失 策 | 併 殺 | 守 備 率 |
| ----- | ----- | ----- | ----- | ----- | ----- | ----- | -------- | ----- | ----- | ----- | ----- | ----- | -------- | ----- | ----- | ----- | ----- | ----- | -------- |
| 2022  | 西武  | 7     | 1     | 8     | 0     | 0     | 1.000    | 3     | 0     | 0     | 0     | 0     | ----     | 28    | 39    | 75    | 2     | 16    | .983     |
| 2023  | 西武  | -     | -     | -     | -     | -     | -        | -     | -     | -     | -     | -     | -        | 13    | 13    | 21    | 1     | 2     | .971     |
| 2024  | 西武  | 15    | 20    | 31    | 2     | 6     | .962     | 45    | 17    | 54    | 3     | 6     | .959     | 4     | 4     | 5     | 1     | 1     | .900     |
| 通算  | 通算  | 22    | 21    | 39    | 2     | 6     | .968     | 48    | 17    | 54    | 3     | 6     | .959     | 45    | 56    | 101   | 4     | 19    | .975     |

- 2024年度シーズン終了時

### 記録
初記録
- 初出場・初先発出場：2022年5月13日、対東北楽天ゴールデンイーグルス6回戦（ベルーナドーム）、「2番・遊撃手」で先発出場[13]
- 初打席：同上、1回裏に瀧中瞭太から投ゴロ[13]
- 初安打：同上、5回裏に瀧中瞭太から二塁内野安打[13]
- 初打点：2022年5月14日、対東北楽天ゴールデンイーグルス7回戦（ベルーナドーム）、7回裏に安樂智大から右中間適時三塁打[17]
- 初盗塁：2022年6月8日、対読売ジャイアンツ2回戦（ベルーナドーム）、4回裏に二盗（投手：マット・シューメーカー、捕手：小林誠司）
- 初本塁打：2023年4月15日、対北海道日本ハムファイターズ2回戦（エスコンフィールドHOKKAIDO）、9回表に玉井大翔から右越ソロ[35]

その他の記録
- 育成入団の新人がデビュー戦で安打 ※史上5人目、高卒新人では史上初[16]
- 育成入団の高卒新人が一軍出場 ※史上2人目[15]

### 背番号
- 126（2022年 - 同年5月12日）
- 62（2022年5月13日 - ）